# Castell del Taureau

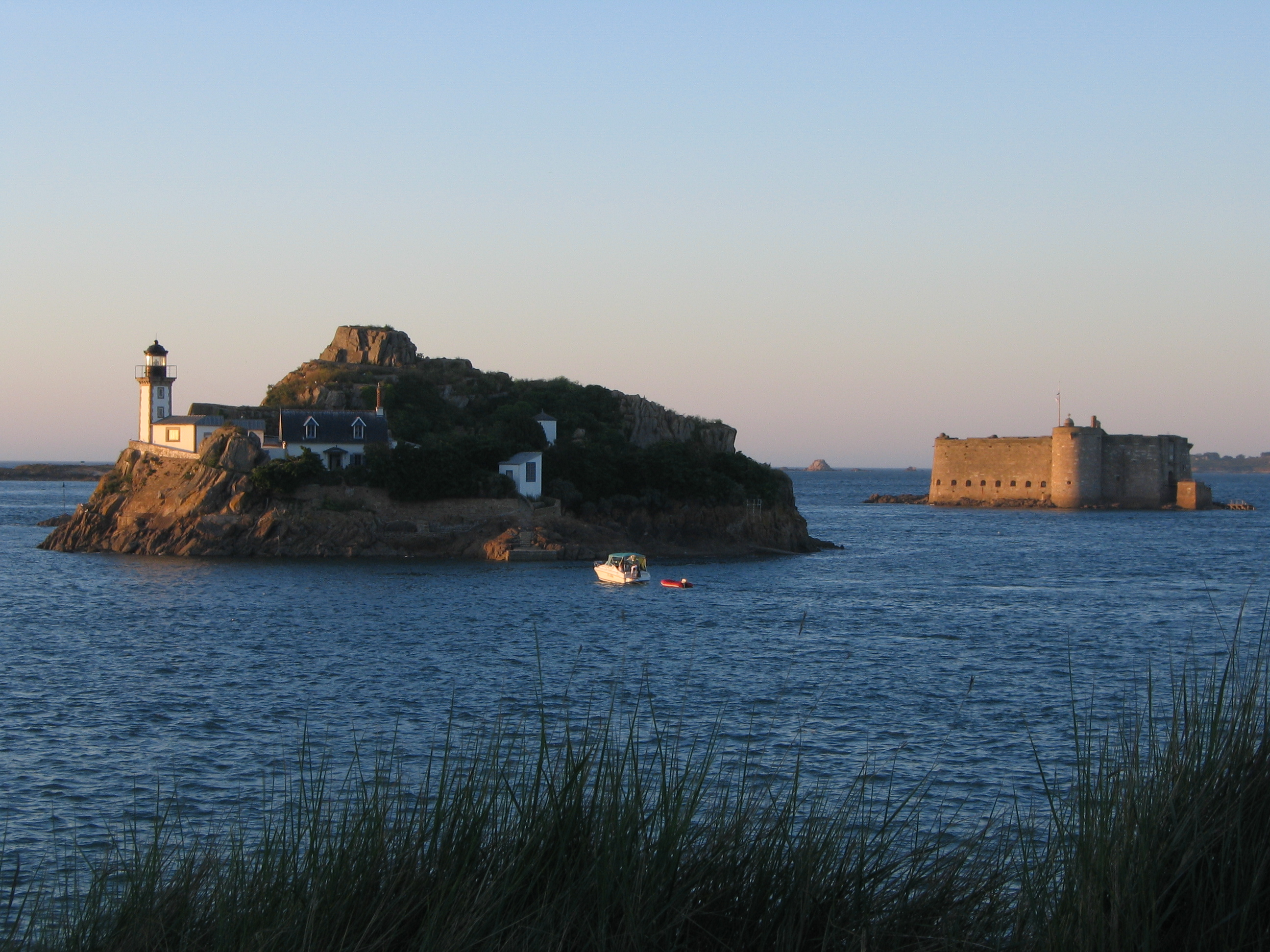
L'illa Louët i el castell del Taureau vist de la punta de Penn-al-Lann a Carantec.

El castell del Taureau està situat al municipi de Plouezoc'h a l'entrada de la badia de Morlaix a Finisterre (França). És un monument històric des de 1914.

## Història
Després d'una incursió anglesa que va arribar a saquejar Morlaix l'any 1522, els habitants de la ciutat decideixen fortificar l'accés a la ria per prevenir posteriors atacs marítims.
Per a això es tria un illot rocós que domina la bocana de la ria, i s'espera l'autorització real, que arriba l'any 1542. La construcció, no excessivament sòlida, s'esfondra en part al començament del segle xvii.

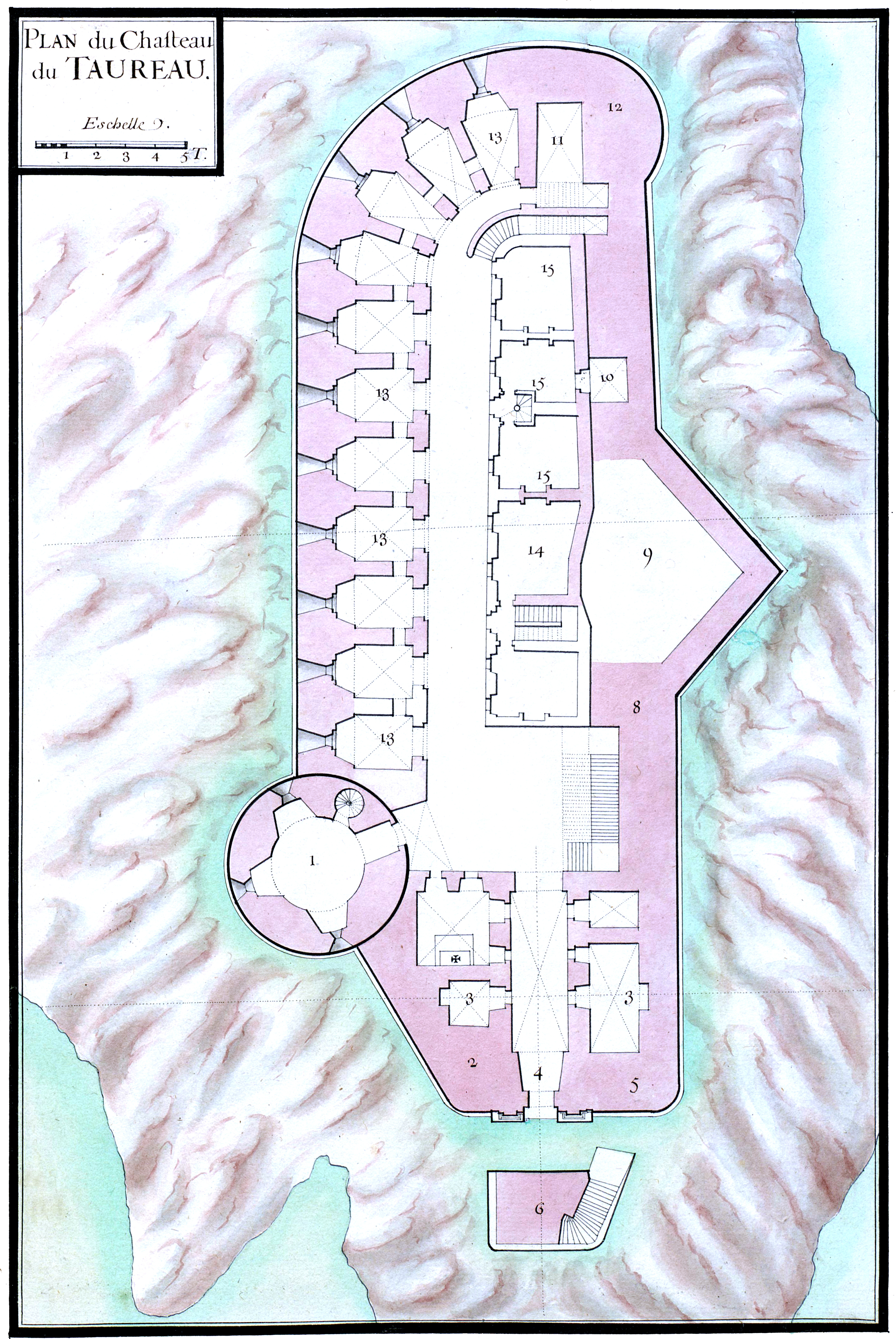
Plànol del fort en una obra de finals del.

L'any 1660 Lluís XIV assumeix la titularitat del fort. Vauban, observant la seva fragilitat, decideix reconstruir-ho en la seva major part l'any1689. Les obres no van acabar fins a mitjans del segle xviii.
Amb el progrés de l'artilleria durant el segle xix, el Castell del Taureau queda obsolet i deixa de tenir finalitats militars, passant per diverses mans durant tot el segle xx.
Des de 2006 està obert al públic.